# جامعة سانت ماثيو
جامعة سانت ماثيو (اختصارًا SMU) هي جامعةٌ ربحية تقعُ في جراند كايمان في جزر كايمان بمنطقة البحر الكاريبي. تحتوي على كلية طب وكلية طب بيطري، والتي تمنح درجات دكتور في الطب وطبيب بيطري.

## روابط خارجية
- الموقع الرسمي